# Rhodobacterales
Rhodobacterales — порядок альфа-протеобактерій, що складається з двох відомих родин: Hyphomonadaceae і Rhodobacteraceae. Багато представників мають здатність до фотосинтезу, зокрема до безкисневого фотосинтезу, який поширений у бактерій, що мешкають у засолених або залужнених озерах. Серед інших метаболічних шляхів, якими володіють бактерії цього порядку, окиснення монооксиду вуглецю, перетворення диметилсульфоніопропіонату, розщеплення вуглеводнів. Деякі види є симбіонтами чи паразитами евкаріотичних організмів.
Чимало представників Rhodobacterales містять у своєму геномі комплекс генів, який відповідає за систему агентів перенесення генів. Це нуклеопротеїнові  частинки, подібні до бактеріофагів, що продукуються самими бактеріями.
Екологічно бактерії порядку Rhodobacterales є піонерами заселення поверхонь у помірних водах Атлантичного та Тихого океану.